# غوستاف فرديناند هيرتز
غوستاف فرديناند هيرتز (بالألمانية: Gustav Ferdinand Hertz)‏ هو قاضي وسياسي ألماني، ولد في 2 أغسطس 1827 بهامبورغ في ألمانيا، وتوفي بنفس المكان في 8 سبتمبر 1914. انتخب عضو البرلمان هامبورغ.